# Oued Chichaoua
L’Oued Chichaoua (arabe : واد شيشاوة ; berbère : Asif n Icicawen - ⴰⵙⵉⴼ ⵏ ⵉⵛⵉⵛⴰⵡⵏ), est un cours d'eau marocain, affluent de rive gauche de l'oued Tensift, dont le sous-bassin se situe dans la Province de Chichaoua, située dans la région Marrakech-Safi. Il prend sa source dans le Haut Atlas et se jette dans le Tensift, à une vingtaine de kilomètres au nord de Chichaoua.